# Melay (Saône-et-Loire)
Melay település Franciaországban, Saône-et-Loire megyében. Lakosainak száma 964 fő (2022. január 1.). Melay Artaix, La Bénisson-Dieu, Briennon, Noailly, Vivans, Chenay-le-Châtel, Iguerande és Saint-Martin-du-Lac községekkel határos.

## Népesség
A település népességének változása:
| Lakosok száma | 975  | 975  | 996  | 994  | 980  | 968  | 956  | 955  | 964  |
|               | 2013 | 2015 | 2016 | 2017 | 2018 | 2019 | 2020 | 2021 | 2022 |